# Фундаментализам (филозофија)
Фундаментализам представља филозофске теорије знања које почивају на неинференцијалном оправданом веровању, или на неком сигурном темељу поузданосзти као што је закључак изведен на основу чврстих премиса. Главни ривал фундаменталистичке теорије оправдања је теорија кохерентности оправдања, при чему се тело знања, које не захтева сигурну основу, може успоставити снагом међусобно повезаних компоненти, попут слагалице решене без претходне сигурности да сваки мали регион тачно решен.
Идентификујући алтернативе као кружно резоновање или бесконачно регресирање, и на тај начин показујући проблем регреса, Аристотел је направио фундационализам својим јасним избором, постављајући основна уверења која подупиру друге. Декарт, најпознатији фундаменталиста, открио је основу у чињеници свог постојања и у „јасним и тачним“ идејама разума, док је Џон Лок пронашао основу у искуству. Различите основе могу одражавати различите епистемолошке нагласке – емпиричари који наглашавају искуство, рационалисти који истичу разум – али могу мешати обоје.
Током 1930-их, дебата о фундационализму је оживела. Док је Мориц Шлик посматрао научно знање као пирамиду где посебна класа изјава не захтева проверу путем других веровања и служи као основа, Ото Нојрат је тврдио да научном знању недостаје коначан темељ и да се понаша као сплав. Током 1950-их, доминацију фундационализма оспорили су бројни филозофи као што су Виллард Ван Орман Куине и Вилфрид Селарс. Квајнова онтолошка релативност открила је да је свако веровање умрежено са нечијим веровањима о целокупној стварности, док се помоћна веровања негде у огромној мрежи лако модификују да заштите жељена уверења.
Класично, фундационализам је поставио непогрешивост основних веровања и дедуктивно резоновање између веровања – снажан фундационализам. Око 1975. појавио се слаби фундационализам. Тако су мови фундационалисти на различите начине дозвољавали оборивост основних уверења и индуктивно резоновање између њих, било набрајајућим индукцијом или закључивањем до најбољег објашњења. И док интерналисти захтевају когнитивни приступ оправдавајућим средствима, екстерналисти проналазе оправдање без таквог приступа.

## Историја
Фундационализам је покренуо француски филозоф раног модерног доба Рене Декарт. У својим Медитацијама, Декарт је довео у питање савремена начела филозофије тврдећи да је све што је знао научио из или преко својих чула. Користио је различите аргументе да оспори поузданост чула, наводећи претходне грешке и могућности да је сањао или да га је зли демон преварио, што је учинило сва његова веровања о спољашњем свету лажним. Декарт је покушао да успостави сигурне темеље за знање како би избегао скептицизам. Он је супротставио информације које пружају чула, а која су нејасна и несигурна, са истинама геометрије, које су јасне и прецизне. Геометријске истине су такође извесне и несумњиве; Декарт је тако покушао да пронађе истине које су јасне и прецизне јер би биле несумњиво истините и погодан темељ за знање. Његов метод је био да доводи у питање сва своја уверења док не дође до нечег јасног и јасног што је несумњиво тачно. Резултат је био његов цогито ерго сум – 'Мислим, дакле јесам', или веровање да је мисао – као његово несумњиво уверење погодно као основа за знање. Ово је решило Декартов проблем злог демона. Чак и ако су његова веровања о спољашњем свету била лажна, његова веровања о ономе што је доживљавао су и даље несумњиво истинита, чак и ако се та схватања не односе ни на шта на свету.
Неколико других филозофа раног модерног периода, укључујући Џона Лока, Г. В. Лајбница, Џорџа Берклија, Дејвида Хјума и Томаса Рида, такође су прихватили фундационализам. Баруха Спинозу је Г. В. Ф. Хегел, заговорник кохерентизма, тумачио као метафизичког фундационалисту. Фундационализам Имануела Канта почива на његовој теорији категорија.
У касној модерној филозофији, фундационализам је бранио Ј. Г. Фихте у својој књизи Грундлаге дер гесамтен Виссенсцхафтслехре (1794/1795), Вилхелм Винделбанд у својој књизи Убер дие Гевиßхеит дер Еркеннтнисс. (1873), и Готлоб Фреге у својој књизи Дие Грундлаген дер Аритхметик (1884).
У савременој филозофији, фундационализам су бранили Едмунд Хусерл, Бертран Расел и Џон Мекдауел.

## Дефиниција
Фундационализам је покушај да се одговори на регресни проблем оправдања у епистемологији. Према овом аргументу, сваки предлог захтева оправдање да га подржи, али свако оправдање такође треба да буде оправдано само по себи. Ако се ово настави до бесконачности, није јасно како би се било шта у ланцу оправдало. Фундационализам сматра да постоје 'основна веровања' која служе као пронађена
да усидримо остала наша веровања. Јаке верзије теорије тврде да је индиректно оправдано уверење потпуно оправдано основним веровањима; умереније теорије сматрају да индиректно оправдана веровања захтевају да основна уверења буду оправдана, али да се могу додатно оправдати другим факторима.
Од античке Грчке, западна филозофија тежила је чврстој основи као коначном и вечном референтном систему за све знање. Ова основа служи не само као полазна тачка већ и као темељна основа за разумевање истине постојања. Размишљање је процес доказивања ваљаности знања, а не доказивање рационалности темеља из којег је знање обликовано. То значи, са крајњим узроком, основа је истинита, апсолутна, потпуна и немогуће је доказати. Филозоф неопрагматичар Ричард Рорти, заговорник антифундационализма, рекао је да је фундаментализам потврдио постојање привилеговане репрезентације која чини основу, из које доминира епистемологија. Најранији фундационализам је Платонова теорија форми, која је основана. показује општи концепт као модел за ослобађање постојања, који је само бледа копија Форми вечности, то значи, разумевање израза објеката води ка стицању свих знања, затим стицање знања прати постизање истине. Постизање истине значи разумевање темеља. Ова идеја је још увек привлачна на пример у студијама међународних односа.

## Класични фундационализам
Фундационализам сматра да постоје основна веровања, која су оправдана без позивања на друга веровања, и да неосновна веровања морају на крају бити оправдана основним веровањима. Класични фундационализам тврди да основна веровања морају бити непогрешива ако желе да оправдају неосновна веровања, и да се само дедуктивно резоновање може користити за преношење оправдања са једног веровања на друго. Ментална стања и непосредно искуство се често узимају као добри кандидати за основна уверења јер се тврди да веровањима о њима није потребна даља подршка да би била оправдана.

## Критике
Критичари фундационализма често тврде да веровање да би било оправдано мора бити подржано другим веровањима; у фрази Доналда Дејвидсона, „само веровање може бити разлог за друго веровање“. На пример, Вилфрид Селарс је тврдио да недоксастична ментална стања не могу бити разлози, па се из њих не може извести неинференцијални разлог. Слично, критичари екстерналистичког фундационализма тврде да само ментална стања или својства којих је верник свестан могу учинити веровање оправданим.
Постмодернисти и постструктуралисти као што су Ричард Рорти и Жак Дерида напали су фундационализам на основу тога да је истинитост изјаве или дискурса проверљива само у складу са другим изјавама и дискурсима. Рорти то посебно елаборира, тврдећи да појединац, заједница, људско тело у целини имају „средство помоћу којег познају свет“ (ово подразумева језик, културу, семиотичке системе, математику, науку итд.). Да би проверио одређена средства, или одређене изјаве које припадају одређеним средствима (нпр. ставови природних наука), особа би морала да „искорачи ван“ средстава и да их неутрално критикује, како би обезбедила основу за њихово усвајање. . Међутим, ово је немогуће. Једини начин на који се може спознати свет је кроз средства помоћу којих они познају свет; метод се не може оправдати. Овај аргумент се може посматрати као директно повезан са Витгенштајновом теоријом језика, повлачећи паралелу између постмодернизма и касног логичког позитивизма који је уједињен у критици фундационализма.